# إليزابيث ماكراي
إليزابيث ماكراي (بالإنجليزية: Elizabeth McRae)‏ هي ممثلة نيوزيلندية، ولدت في 1 أغسطس 1936 في نيوزيلندا.

## وصلات خارجية
- إليزابيث ماكراي على موقع IMDb (الإنجليزية)
- إليزابيث ماكراي على موقع ألو سيني (الفرنسية)
- إليزابيث ماكراي على موقع قاعدة بيانات الأفلام السويدية (السويدية)
- إليزابيث ماكراي على موقع قاعدة بيانات الفيلم (الإنجليزية)
- إليزابيث ماكراي على موقع كينوبويسك (الروسية)